# روبرت الأول دوق بارما
روبرت الأول (إيطالية: Roberto I Carlo Luigi Maria di Borbone, Duca di Parma e Piacenza ؛ 9 يوليو 1848 – 16 نوفمبر 1907) كان أخر دوق بارما وبياتشنزا من 1854-1859 بعد أن ضمت الدوقية إلى مملكة سردينيا- بييمونتي خلال مراحل توحيد إيطاليا، يعتبر فرداً من آل بوربون- بارما بحيث ينحدر من فيليب، دوق بارما الابن الثالث لـ فيليب الخامس ملك إسبانيا وإليزابيث فارنيزي من بارما.

## السيرة الذاتية
ولد في فلورنسا هو ابن كارلو الثالث دوق بارما ولويز ماري تيريز دي أرتوا ابنة شارل فرديناند دوق بيري وحفيدة شارل العاشر ملك فرنسا، خلف والده على العرش دوقية بعد اغتياله، وكان في ذاك الحين بالغ السادسة من العمر مما اعطى الوصية لوالدته، وعندما كان في الحادي عشر من العمر أصبح مخلوعاً، بعد أن ضمت قوات بييمونتي دوقيته إلى مملكتهم، التي شكلت في نهاية المطاف مملكة إيطاليا.
على الرغم من فقدان عرشه في بارما، إلا أنه امتلك ثروة الكبيرة والهائلة، بحيث كان لديه قطار خاص يستطيع به السفر لأمكنة البعيدة وأيضا كان لديه العشرات من السيارات والقلاع في شمال غرب إيطاليا وفي فيينا، وأيضا امتلك قلعة شامبور في فرنسا.
بعد أقل من أربعة أشهر من وفاته في 1907، أعلن المشير في المحكمة النمساوية اعتبار ستة من أبنائه الأكبر من زوجته الأولى غير كفوين من ناحية القانونية (بسبب تخلف العقلي)، بناء على طلب من أرملته الدوقة ماريا أنطونيا، ومع ذلك كان اعتبر الوريث الأساسي هو إليا هو الابن الأصغر من زواجه الأولى، وأيضا اعتبر الوصي القانوني لأخوته الستة الكبار، ولما كبر أخوته غير الأشقاء رفعوا عليهِ دعوى قضائية لمحاولته حصول على قدر أكبر من ثروة الدوقية، مع ذلك خسر الدعوى أمامهم في المحاكم الفرنسية.

## أسرة
في عام 1869، وهو في المنفى استطاع الزواج من ماريا بيا دي بوربون-الصقيلتين ابنة فرديناندو الثاني ملك الصقليتين هم أبناء عمومة، بحيث يعتبر والدها (فريناندو الثاني) وجدته (ماري كارولين دي الصقليتين، دوقة بيري) أخوة الغير الأشقاء بحيث كليهما ابن فرانشيسكو الأول ملك الصقليتين، تنتمي ماريا بيا للعائلة المخلوعة في الصقليتين، وبالتالي هي الأخرى من آل بوربون مثل زوجها، استطعت انجاب لزوجها حوالى 12 ابناً؛ منهم:-
- ماريا لويز دي بوربون-بارما (1899-1870) هي أميرة بلغاريا بزواجها من فرديناند، أمير ساكس كوبرغ وغوتا لاحقا ملك بلغاريا.
- إنريكو، دوق بارما (1939-1873) هو آسمياً دوق بارما.
- جوزيبي، دوق بارما (1950-1875) هو آسمياً دوق بارما بعد وفاة شقيقه.
- إليا، دوق بارما (1959-1880) هو رئيس الأسرة منذ وفاة أبيه حتى عام 1950، ودوق بارما حتى وفاته.

في عام 1884، وبعد عامين من وفاة زوجته أثناء الولادة تزوج من ماريا أنطونيا من البرتغال ابنة المخلوع ميغيل الأول ملك البرتغال وأديلايد من لوفنشتاين-فيرتهايم-روزنبرغ، تعتبر ابنة خالته من البعيد بحيث تعتبر جدتها (كارلوتا من إسبانيا) وجدته (ماريا لويزا دوقة لوكا) كليهما أشقاء بنات كارلوس الرابع ملك إسبانيا وماريا لويزا من بارما، استطعت هي الأخرى انجاب له 12 ابناً؛ منهم:-
- سيكستوس دي بوربون-بارما (1934-1886) هو أمير بوربون-بارما.
- كزافييه، دوق بارما (1977-1889) هو رئيس الأسرة منذ عام 1974 حتى وفاته، وأيضا كان كارلي مطالب بالعرش الإسباني.
- زيتا دي بوربون-بارما (1989-1892) هي إمبراطورة النمسا بزواجها من كارل الأول هابسبورغ أخر أباطرة النمسا.
- أمير فليكس دي بوربون-بارما (1970-1893) هي الدوق لوكسمبورغ الأكبر القرين بزواجه من شارلوت، دوقة لوكسمبورغ الكبرى، هم أبناء خالة، وهما أجداد هنري الدوق الحالي.